# Ванредни сазив Народне скупштине Краљевине СХС 1921.
Ванредни сазив Народне скупштине Краљевине Срба, Хрвата и Словенаца је одржан 2. јул — 19. октобра 1921.

## Ванредни сазив за 1921.
После изгласавања Устава Народна скупштина требало је да пређе на редован законодавни рад, понајвише стога што је требало изградити законодавство саобразно новом Уставу. Ради тога је Уставотворна народна скупштина била Указом претворена у законодавну и сазвана у ванредан сазив за 1921. Прилике у којима је то учињено биле су изузетно тешке: с једне стране од рада у Народној скупштини апстинирали су посланици Хрватске сељачке странке, с друге пак стране прилике у самој земљи биле су тешке услед превирања и све одређеније комунистичке пропаганде. Атентат, извршен на Наследника Престола Регента Александра на сам дан заклетве на Устав, био је дело комуниста и изазвао разумљиво узнемирење у земљи. Један велики штрајк особља државних саобраћајних установа, предузет пре тога догађаја, претио је поново свом озбиљношћу. Мере, предузете „Обзнаном", показале су се као недовољне у тим несређеним приликама, a врхунац илегалне активности дошао је до израза у другој половини месеца јула 1921, када је један комунистички омладинац убио министра унутрашњих послова Милорада Драшковића.
На основу једне резолуције, изгласане на сам дан закључења Уставотворне скупштине, скупштинско часништво у овоме сазиву остало је исто. Скупштина се поделила у секције, a затим прешла на законодавни рад. Седницу од 30. јуна она је посветила успомени убијеног Милорада Драшковића, министра унутрашњих послова, a затим је прешла на претрес предлога закона о заштити јавне безбедности и поретка у држави. Тај предлог поднесен је Народној скупштини после убиства Милорада Драшковића, a поднео га је нови министар унутрашњих дела Светозар Прибићевић, који је тај предлог бранио пред Народном скупштином доказујући да држава, кад је у опасности, има права и могућности да брани свој устаљени поредак. Тенденција овога закона, казао је Прибићевић, јесте да се створе казнене диспозиције које иду за тим да се интервенише пре но што велике издаје и велике узбуне ступе у почетак извршења. Закон, дакле, има превентиван карактер. Против овога закона изјаснили су се социјалисти, комунисти, републиканци, земљорадници и чланови Југословенског клуба, али је он био примљен са 190 против 54 гласа и одмах ступио на снагу.
У исто време Народној скупштини био је поднесен и акт истражног судије по атентану на Наследника Престола Регента Александра, заједно са тражењем да се сви комунистички народни посланици издаду суду. Истрага по атентату, каже се у томе акту, доказала је „да је ово дело резултат целокупног деловања и одлуке свих комунистичких посланика у Конституанти," a не само Филипа Филиповића, Владимира Чопића и Николе Ковачевића, чије је издавање суду већ раније тражено од Народне скупштине. Истражни судија тражио је да се суду изруче сви комунистички народни посланици, како би се против њих могло даље поступати по одредбама закона. Ово тражење истражног судије Скупштина је упутила своме Имунитетном одбору чији је извештај претресан на скупштинској седници одржаној 1. августа. Имунитетни одбор предлагао је да се сви тражени посланици предаду суду, утолико пре, што је на снагу већ ступио закон о заштити и поретку у држави, на основу кога комунистички посланици, као чланови једне илегалне партије, уопште не могу бити народни посланици. Дискусија по овоме предлогу трајала је неколико дана, a против одборског извештаја говорили су представници комуниста, републиканаца, социјалиста и земљорадника. Напослетку је 4. августа Скупштина донела одлуку да се сви комунистички мандати пониште а да се тражени посланици издаду суду, да би се и над њима отворила истрага, да се попуњавање поништених мандата изврши када се закон о изборима народних посланика за Уставотворну скупштину доведе у сагласност са Видовданским уставом.
Доношењем закона о овлашћењу за склапање једног иностраног зајма у износу од 500.000.000 златних франака, Народна скупштина исцрпла је све предлоге који су јој били поднесени, па су скупштинске седнице биле одложене.
Дана 16. августа, y дубокој старости, умро је Краљ Петар I, па је Народна скупштина сазвана да прими на знање тај догађај. У часу Његове смрти Краљ Александар I налзио се тешко болестан у Паризу, a краљевску власт у границама Устава вршила је влада Николе Пашића. Једном прокламацијом влада је тужну вест објавила народу објавивши, y исто време, да је на Престо ступио Краљ Александар I. Затим је образован Државни одбор за сахрану блаженопочившег Краља Петра, a 20. августа Народна скупштина одржала је комеморативну седницу на којој је председник Народне скупштине др. Иван Рибар држао велики комеморативни говор покојном Краљу Петру.
„Његов идеалан живот", казао је председник Рибар, „Његова ретка чедност, устрајност и пожртвованост, Његова бесмртна дела у служби народу и отаџбини, Његова велика љубав спрам народа, мучеништво кроз цели живот, траже такав један историјски приказ који је данас макар и приближно немогуће дати, a да се подједнако не извргнемо опасности да се нећемо огрешити о поштовање и благодарност, које ће и позније генерације, догод буде нашег народа, гајити спрам Великога Краља Петра, Краља Ослободитеља и Ујединитеља.
Краљ Петар улази у историју нашег народа као посебна појава. Његовим доласком на Престоље Краљевине Србије почиње један нови, посебни период у историји нашег народа, a тај посебни период свршава Његовом смрћу....
Он је дошао на Престоље са једним сталним, одређеним правцем у питањима реализовања идеала целокупног нашег народа. Он си је одмах ставио у дужност, да као Краљ Србије, заједно са својим народом, поведе и изврши ослобођење оног дела нашег народа, који је до тада био заробљен по нашим непријатљима, и да га тако ослобођеног, заједно са ослободитељима, уједини y једну велику и јаку народну државу.
Све муке и патње које су стајале на путу нашег ослобођења и уједињења, поднео је Краљ Петар заједно са својим народом јуначки и мученички, подређујући увек интересе своје и своје династије интересима свога народа.
И зато је дочекао час, да се као Краљ Ослободилац, заједно са својом победоносном војском, врати након пробоја Солунског фронта натраг у своју Отаџбину, y свој Београд, и да буде као први Краљ Срба, Хрвата и Словенаца, слављен и подичен од свог уједињеног народа.
Цело ово време од ступања на Престоље па до доношења Устава испуњено је владавином покојнога Краља, a тај период биће вечно једна од најсјајнијих и најсветлијих страница у историји нашег народа, којег ће захвално потомство знати и те како ценити и с њим се поносити.
Краљ Петар је веровао стално у снагу свога народа, која је за њега била носилац и покретач свих оних сила, које држави подавају опстојности и напредак; Он је веровао стално у испуњење великога завета, који је као вековни сан био утиснут у душу тога народа.
Он је од првога дана своје владавине па до краја био уставан и парламентаран владалац, створивши између себе и народа потпуну хармонију и солидарност. Од 1913. нема више у Србији ни помена о каквим уставним борбама, a ни о каквим споровима између Народа и Краља. Био је, за цело време своје владавине, Краљ по вољи Народа.
Краљ Петар је довршио велико дело које је његов Дед, велики Вожд Карађорђе, започео. Савременици Вождови признавали су велике његове заслуге и називали га Великим Карађорђем.

И ми, савременици благопокојног Краља, великога борца и патника, y чијој је личности синтетизована борба и мучеништво нашег народа, клањамо се данас пред Његовим одром и благодарећи Му за све велике одлике у раду за народ и државу, решени смо да Њега бесмртног, вечног, назовемо Велики, да га назовемо Краљем Ослободиоцем и Ујединитељем, да тако у историји нашој a пред критичким потомством, дадемо видљиви знак наше харности спрам славнога Краља наше крви и нашег рода.
Председник министарства Никола Пашић обавестио је Народну скупштину, да Краљ Александар лежи болестан у постељи. Болест је такова да му не допушта ни да се креће у самоме кревету, a камоли да хода и да путује. Према томе Краљ није у могућности да положи прописану заклетву у Уставом одређеном року. То је »force majeur«, и председник министарства моли Народну скупштину да ту изјаву прими на знање, a Краљ Александар заклеће се на Устав чим оздрави и дође у земљу.
У знак трајне успомене и захвалности Краљу Петру, по предлогу председника Рибара, Народна скупштина једногласно је усвојила резолуцију, да се Краљу Петру даде назив Петар Велики Ослободилац, и да му се у престоници подигне достојан споменик, с тим да влада у најкраћем року поднесе предлог о подизању тога споменика. Краљу Александру I Народна скупштина послала је изјаву саучешћа и обавестила га о својим одлукама, пожеливши му скоро оздрављење и брз повратак у домовину.